# Ephialtes von Trachis

In der Karte eingezeichnet: die Umgehungsroute der Perser

Ephialtes (griechisch: Ἐφιάλτης), Sohn des Eurydemos von Malis, war ein im frühen 5. Jahrhundert v. Chr. lebender Grieche. Laut der Überlieferung des Herodot verriet er zu Beginn des Zweiten Perserkrieges 480 v. Chr. ein unter dem Oberbefehl des Spartanerkönigs Leonidas die Thermopylen verteidigendes Griechenheer an die in Hellas eingefallenen Perser, indem er diese auf einem Fußpfad über das Gebirge in den Rücken der Griechen führte. Dies verhalf den Persern zum Sieg in der laufenden Schlacht bei den Thermopylen, indem sie die griechischen Verbündeten von zwei Seiten fassen konnten.
Große Teile der griechischen Truppen wurden nach der Nachricht von der Umgehung ihrer Stellung abgezogen, während der König Leonidas, um deren Rückzug zu decken, mit seinen Spartiaten und den Thespiern bis zum letzten Mann kämpfte.
Die Überlieferung lautet, dass Ephialtes erwartete, für seinen Verrat von den Persern belohnt zu werden, was jedoch, nachdem die Griechen in der Schlacht von Salamis eine Wende des Krieges herbeiführten, ausblieb. Herodot berichtet, er sei dann vor den Spartiaten nach Thessalien geflohen, wo er von Athenades von Trachis aus Gründen ermordet wurde, die nichts mit seinem Verrat zu tun gehabt hätten.
Ephialtes ist für die Griechen zum klassischen Verräter geworden, wenn auch andere Griechen ebenfalls den Perserkönig Xerxes unterstützten. Die wörtliche Übersetzung seines Namens ist „Albtraum“, wobei jedoch auch andere diesen Namen trugen, etwa Ephialtes von Athen.
Der Verrat führte zu einer dauerhaften Beschädigung seines Philotimos.